# Шеннон-Хилс (Арканзас)
Шеннон-Хилс (англ. Shannon Hills, Arkansas) — город, расположенный в округе Салин (штат Арканзас, США) с населением в 2005 человек по статистическим данным переписи 2000 года.

## География
По данным Бюро переписи населения США город Шеннон-Хилс имеет общую площадь в 3,88 квадратных километров, водных ресурсов в черте населённого пункта не имеется.
Город Шеннон-Хилс расположен на высоте 103 метра над уровнем моря.

## Демография
По данным переписи населения 2000 года в Шеннон-Хилс проживало 2005 человек, 594 семьи, насчитывалось 748 домашних хозяйств и 784 жилых дома. Средняя плотность населения составляла около 514,1 человек на один квадратный километр. Расовый состав Шеннон-Хилс по данным переписи распределился следующим образом: 92,02 % белых, 3,94 % — чёрных или афроамериканцев, 0,85 % — коренных американцев, 0,75 % — азиатов, 1,55 % — представителей смешанных рас, 0,9 % — других народностей. Испаноговорящие составили 2,04 % от всех жителей города.
Из 748 домашних хозяйств в 38,1 % — воспитывали детей в возрасте до 18 лет, 61,6 % представляли собой совместно проживающие супружеские пары, в 13,5 % семей женщины проживали без мужей, 20,5 % не имели семей. 16 % от общего числа семей на момент переписи жили самостоятельно, при этом 4,7 % составили одинокие пожилые люди в возрасте 65 лет и старше. Средний размер домашнего хозяйства составил 2,68 человек, а средний размер семьи — 2,98 человек.
Население города по возрастному диапазону по данным переписи 2000 года распределилось следующим образом: 27,4 % — жители младше 18 лет, 9,5 % — между 18 и 24 годами, 34,1 % — от 25 до 44 лет, 21,7 % — от 45 до 64 лет и 7,3 % — в возрасте 65 лет и старше. Средний возраст жителей составил 32 года. На каждые 100 женщин в Шеннон-Хилс приходилось 95,8 мужчин, при этом на каждые сто женщин 18 лет и старше приходилось 92,5 мужчин также старше 18 лет.
Средний доход на одно домашнее хозяйство в городе составил 40 068 долларов США, а средний доход на одну семью — 43 021 доллар. При этом мужчины имели средний доход в 31 184 доллара США в год против 21 875 долларов среднегодового дохода у женщин. Доход на душу населения в городе составил 16 292 доллара в год. 6,7 % от всего числа семей в округе и 6,6 % от всей численности населения находилось на момент переписи населения за чертой бедности, при этом из них были моложе 18 лет и — в возрасте 65 лет и старше.